# Villar de los Álamos
Villar de los Álamos es una entidad de población española del municipio de Aldehuela de la Bóveda, perteneciente a la provincia de Salamanca, en la comunidad autónoma de Castilla y León.

## Historia
Hacia mediados del siglo XIX, el lugar, ya por entonces perteneciente a Aldehuela de la Bóveda, tenía contabilizada una población de veintitrés habitantes. Aparece descrito en el decimosexto y último volumen del Diccionario geográfico-estadístico-histórico de España y sus posesiones de Ultramar de Pascual Madoz con las siguientes palabras:

VILLAR DE LOS ALAMOS: ald. dependiente del ayunt. de Aldehuela de Boveda en la prov. y dióc. de Salamanca, part. jud. de Ledesma. Tiene 8 casas sin nada en ellas notable. El terreno y las demas circunstancias de la localidad son en un todo iguales á las de su ayunt. (V.). pobl.: 8 vec., 23 alm.
(Madoz, 1850, p. 249)

Un accidente ferroviario ocurrido en la estación homónima, sita en este lugar, dejó en 1965 más de una treintena de fallecidos.
En 2023, la entidad singular de población tenía empadronados diez habitantes.